# Llobregat

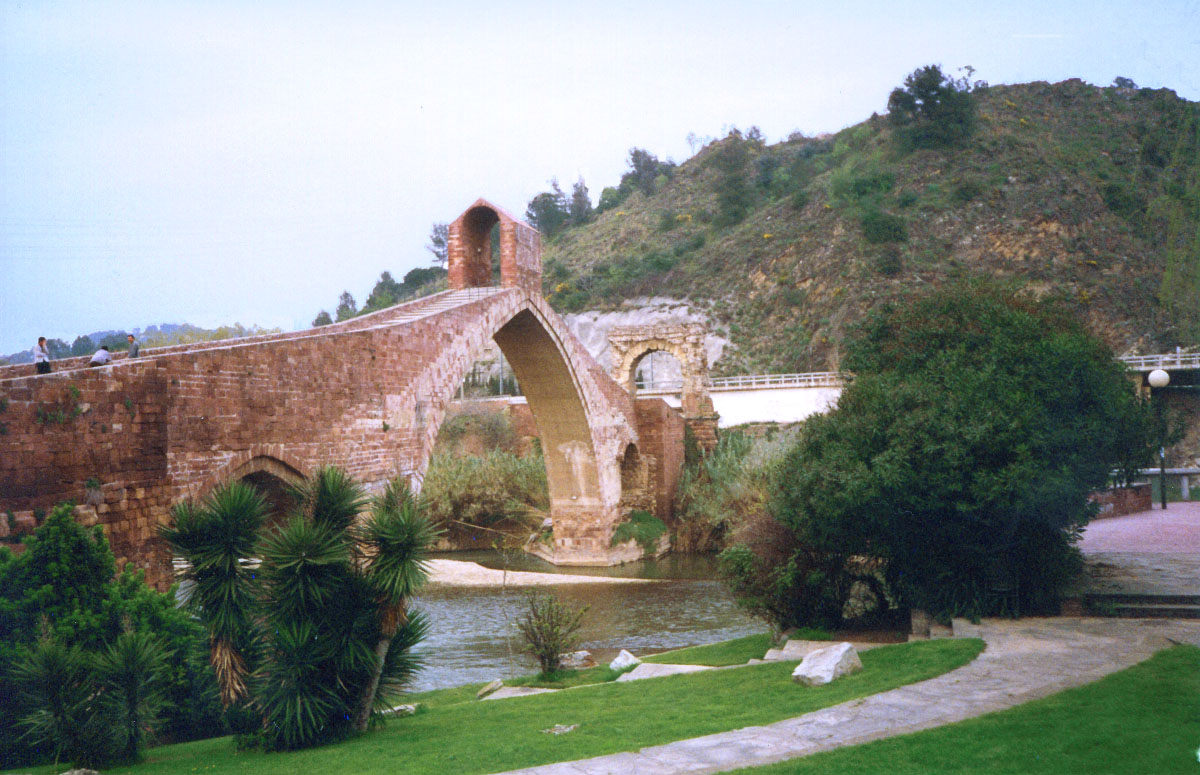
‚Teufelsbrücke‘ (Pont del Diable)

Der Riu Llobregat [ʎuβɾəˈɣat] ist nach dem Segre und dem Ter der drittlängste Fluss Kataloniens.

## Verlauf
Der Riu Llobregat entspringt etwa 25 Kilometer nordöstlich der Stadt Berga in den östlichen Pyrenäen aus zwei – nicht ganzjährig wasserführenden – Quellbächen in einer Höhe von etwa 1295 Metern ü. d. M. Südlich von La Pobla de Lillet wird der Fluss zu einem See aufgestaut.
Im weiteren stets südlich führenden Verlauf fließt er durch die Orte Gironella, Sallent de Llobregat, Monistrol de Montserrat, Martorell und Sant Feliu de Llobregat, bevor er dann nach ca. 170 Kilometern seit 2004 in einem neugeschaffenen Bett in El Prat de Llobregat ins Mittelmeer mündet, dieses wird von der Pont de Nelson Mandela überbrückt, das alte, mittlerweile in Bebauung befindliche, Flussbett bildete die Gemeindegrenze zwischen El Prat de Llobregat und Barcelona, das frühere Flussdelta wurde weitgehend mit dem Flughafen Barcelona-El Prat und dem Industriegebiet von El Prat de Llobregat bebaut, die kläglichen Reste haben keine Verbindung mehr zum Fluss.

## Nebenflüsse
Die wichtigsten Zuflüsse sind der Cardener (bei Manresa) und der Anoia (bei Martorell).

## Geschichte
Der Llobregat wird bereits in den antiken Quellen erwähnt. Plinius der Ältere nennt ihn in Naturalis Historia flumen Rubricatus, der in der Region Ilergetum (Lleida) fließt. Claudius Ptolemäus präzisiert in seiner Geographike Hyphegesis, dass er zwischen Badalona (Βαιτουλῶν) und Barcelona (Βαρκινών) ins Meer mündet. Der Name Rubricatus, von dem Llobregat herrührt, bedeutet so viel wie ‚rot gefärbt‘.
Die Lenisierung des /k/ zu /ɣ/ ist ein typisches Merkmal der westromanischen Sprachen, der Wechsel von /ɾ/ zu /ʎ/ fällt unter das Phänomen des Lambdazismus.
Im Zuge der Industriellen Revolution siedelten sich am Llobregat Industrien an, welche die Wasserkraft des Flusses nutzen. Hervorzuheben ist beispielsweise die Textilindustrie. Der Kalibergbau erhöht die Salzkonzentration des Llobregats deutlich und stellt eine Gefahr für die Biodiversität dar. Die EU-Kommission hat im Januar 2018 rechtliche Schritte gegen Spanien eingeleitet, da die Richtlinie 2000/60/EG (Wasserrahmenrichtlinie) nicht eingehalten wird.

## Wirtschaft
Durch das große Gefälle im Ober- und Mittellauf war der Llobregat attraktiv für Industrieansiedlungen. Dabei hat sich die spezifische Form der „Kolonien“ (Textilfabrik, Siedlung mit Handel, Kultur und Bildung etc.) in isolierter Lage direkt oberhalb des Flusses herausgebildet, die teils dicht hintereinander liegen. Am bekanntesten ist wohl die Colònia Güell, die wegen ihres Architekturstils und Bauten von Antoni Gaudí von Interesse ist.

## Sehenswürdigkeiten
In Martorell wird der Fluss von der beeindruckenden spätmittelalterlichen Teufelsbrücke überspannt, die sich auf der Route der römischen Via Augusta befindet, worauf ein aus großen behauenen Quaderblöcken errichteter Torbogen an der Nordseite hinweist, der wahrscheinlich den Beginn oder das Ende eines antiken Vorgängerbaus markierte.